# Чемпионат СССР по боксу 1982
48-й чемпионат СССР по боксу проходил 29 июля — 8 августа 1982 года в Донецке (Украинская ССР).

## Медалисты
| Весовая категория                   | Золото                        | Серебро                      | Бронза                                                  |
| ----------------------------------- | ----------------------------- | ---------------------------- | ------------------------------------------------------- |
| Первый наилегчайший вес (до 48 кг)  | Радик Хуснутдинов Челябинск   | Анатолий Клюев Краснодар     | Михаил Сурженко Луганск Сергей Дранников Краснодар      |
| Второй наилегчайший вес (до 51 кг)  | Юрий Александров Невинномысск | Абай Абдрахманов Владивосток | Александр Кривошеин Семипалатинск Сергей Кожевников Уфа |
| Легчайший вес (до 54 кг)            | Самсон Хачатрян Ереван        | Вячеслав Шулепко Дмитровград | Александр Шалаев Москва Александр Черепанов Алма-Ата    |
| Полулёгкий вес (до 57 кг)           | Серик Нурказов Караганда      | Елеусиз Дюсеков Москва       | Халил Лукманов Челябинск Николай Храпцов Москва         |
| Лёгкий вес (до 60 кг)               | Виктор Рыбаков Москва         | Юрий Гладышев Владимир       | Михаил Воропаев Чебоксары Анатолий Петров Москва        |
| Первый полусредний вес (до 63,5 кг) | Василий Шишов Куйбышев        | Манвел Мурадян Ленинакан     | Виктор Синельников РСФСР Александр Антикуз Донецк       |
| Второй полусредний вес (до 67 кг)   | Исраел Акопкохян Ереван       | Владимир Васильев Красноярск | Александр Полищук Бровары Олег Колядин Воронеж          |
| Первый средний вес (до 71 кг)       | Валерий Лаптев Чебоксары      | Владимир Горбунов Москва     | К. Лузянин Новосибирск Петр Свиридов Бийск              |
| Второй средний вес (до 75 кг)       | Владимир Мельник Чебоксары    | Сергей Василенко Фергана     | Александр Беляев Волгоград Сергей Лукошин Тамбов        |
| Полутяжёлый вес (до 81 кг)          | Анатолий Коптев Владивосток   | Альгирдас Янчаускас Вильнюс  | Игорь Шарапов Минск Виталий Качановский Фастов          |
| Тяжёлый вес (до 91 кг)              | Александр Ягубкин Донецк      | Михаил Брехов Алма-Ата       | Григорий Бахтояров Краснодар Владимир Герой Донецк      |
| Супертяжёлый вес (свыше 91 кг)      | Александр Лукстин Харьков     | Андрей Орешкин Иваново       | Виктор Иванов Наманган Александр Неглюй Севастополь     |